# Gabriele von Lottner
Gabriele von Lottner (* 3. August 1883 in Tegernsee; † 1972) war eine deutsche Pianistin und Cembalistin.

## Werdegang
Von Lottner war Tochter der Justizrates Ludwig Hunglinger und der Friederike Edenhofer. Sie besuchte die Töchterschule im Damenstift Niedernburg. Anschließend studierte sie Musik an der Königlichen Akademie der Tonkunst in München bei Heinrich Schwartz, Josef Pembaur, Bernhard Stavenhagen und Elisabeth Caland. Sie unternahm mehrere Konzertreisen. Prinz Ludwig Ferdinand von Bayern ernannte sie zur Hofpianistin.
1904 heiratete sie den Kolonialoffizier Ludwig Josef Johann Baptist von Lottner.
Sie wurde auf dem Münchner Waldfriedhof beigesetzt.

## Ehrungen
- 1958: Verdienstkreuz am Bande der Bundesrepublik Deutschland